# Pierre-Clément de Laussat
Pour les articles homonymes, voir Laussat.
Pierre-Clément de Laussat, né le 23 novembre 1756 à Pau et décédé le 10 avril 1835 à Bernadets (Pyrénées-Atlantiques), est un administrateur et un homme politique français.

## Biographie
Pierre-Clément de Laussat est le fils de Jean Gratian de Laussat et de Josèphe d'Augerot. Il était, depuis 1784, receveur général des finances des pays d'états de l'intendance de Pau et Bayonne lorsque survint la Révolution. Emprisonné pendant la Terreur, il fut bientôt libéré et devint payeur-général à l'armée des Pyrénées.
Le 17 avril 1797, il fut élu « député » des Basses-Pyrénées au Conseil des Anciens (Chambre haute). Favorable au Coup d'État du 18 brumaire, il entra au Tribunat à sa création, le 25 décembre 1799.

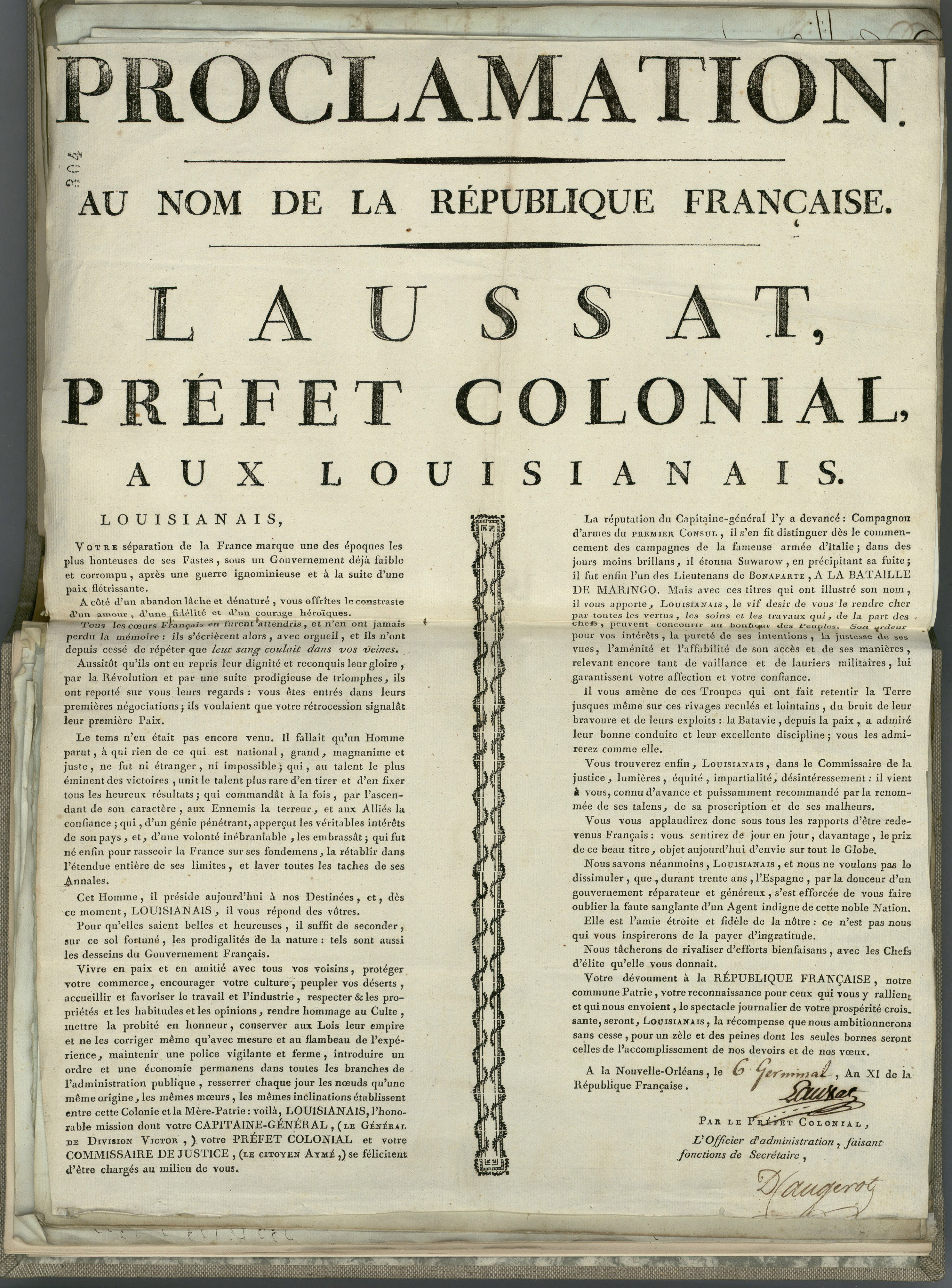
Proclamation concernant la restitution de la Louisiane à la France (27 mars 1803).

Le 20 août 1802, il fut nommé préfet colonial en Louisiane et il arriva à La Nouvelle-Orléans le 23 mars 1803 pour la rétrocession de la Louisiane par l'Espagne, qui eut lieu le 30 novembre 1803, mais sans savoir que Napoléon se préparait à la vendre. Le 20 décembre 1803, Laussat représenta la France pour la cession de La Nouvelle-Orléans aux États-Unis. Il quitta la Louisiane en avril 1804 pour prendre le poste de préfet colonial de la Martinique, succédant à Charles-Henri Bertin,.
Finalement, Laussat rencontre une hostilité des élites blanches, le jugeant "révolutionnaire" favorisant un antagonisme avec le capitaine-général Villaret-Joyeuse. Pourtant favorable au système esclavagiste, il veut faire appliquer les lois coloniales et il est isolé par les planteurs et le Clergé de Martinique.L’une des principales prérogatives qui incombe aux prêtres et qui va semer un mouvement de colère dans la communauté est la tenue des registres d’état civil. En effet, selon un arrêté du 8 novembre 1805, le Préfet colonial demande aux curés de bien mettre en application les nouvelles mesures du Code civil concernant la tenue des registres. Un rôle d’officier d’état civil est demandé aux curés afin de pouvoir appliquer ce code. Toutefois, le problème est vite posé en Martinique, car celle-ci n’a pas d’officier d’état civil, ce rôle est alors dévolu aux prêtres. Mais ceux-ci ne l’entendent pas de cette manière et n’hésitent pas à faire part de leur mécontentement au Préfet colonial Laussat. Lors de son mandat de préfet colonial, Laussat rédige un mémoire important lors des tournées de l'île évoquant les affaires d'empoisonnement, la violence des maîtres et le parti anglophile d'une partie des colons.
En 1809, il tomba aux mains des Anglais lorsque ceux-ci s'emparèrent de l'île et fut envoyé comme prisonnier en Angleterre ; il fut libéré à la fin de l'année 1809.
En février 1810, il est nommé préfet maritime d’Anvers.
De mars 1812 au 4 février 1814, il exerce les fonctions de préfet de Jemmapes à Mons (1813-1814), puis de préfet du Pas-de-Calais en mars-avril 1815 (Cent-Jours).
Sous la Restauration, il resta quelque temps sans emploi, puis fut envoyé en Guyane comme gouverneur, du 25 janvier 1819 au 12 mars 1823.
En décembre 1822, Laussat est fait chevalier de l'ordre royal et militaire de Saint-Louis.
Il se retira ensuite dans son château de Bernadets, près de Pau.
Il a écrit Mémoires sur ma vie, Pau, 1831.